# Râul Bălana
Râul Bălana este un curs de apă, afluent al râului Fulga. 